# Kaiser-Wilhelm-Nationaldenkmal

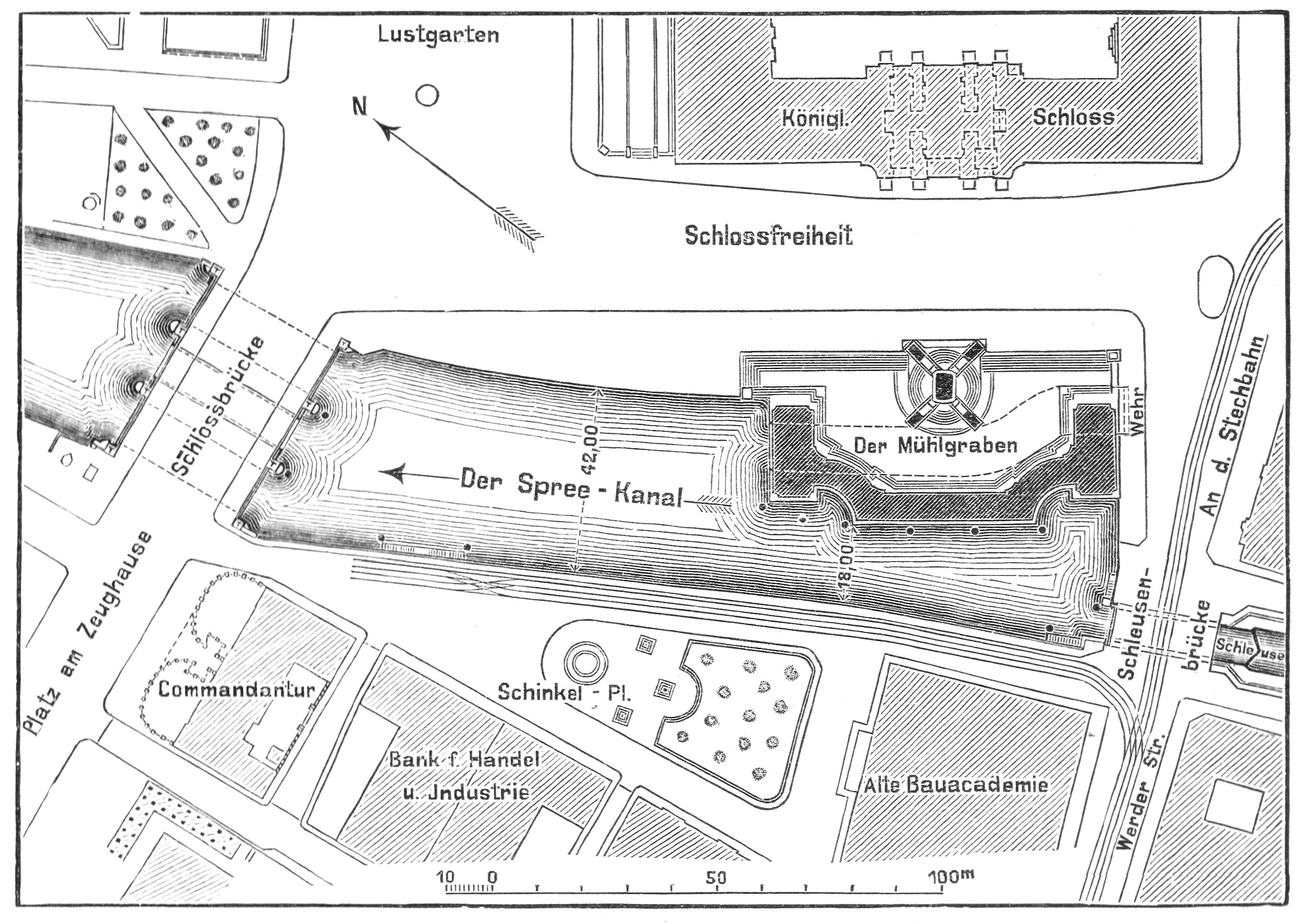
Lokalisering av Kaiser-Wilhelm-Nationaldenkmal

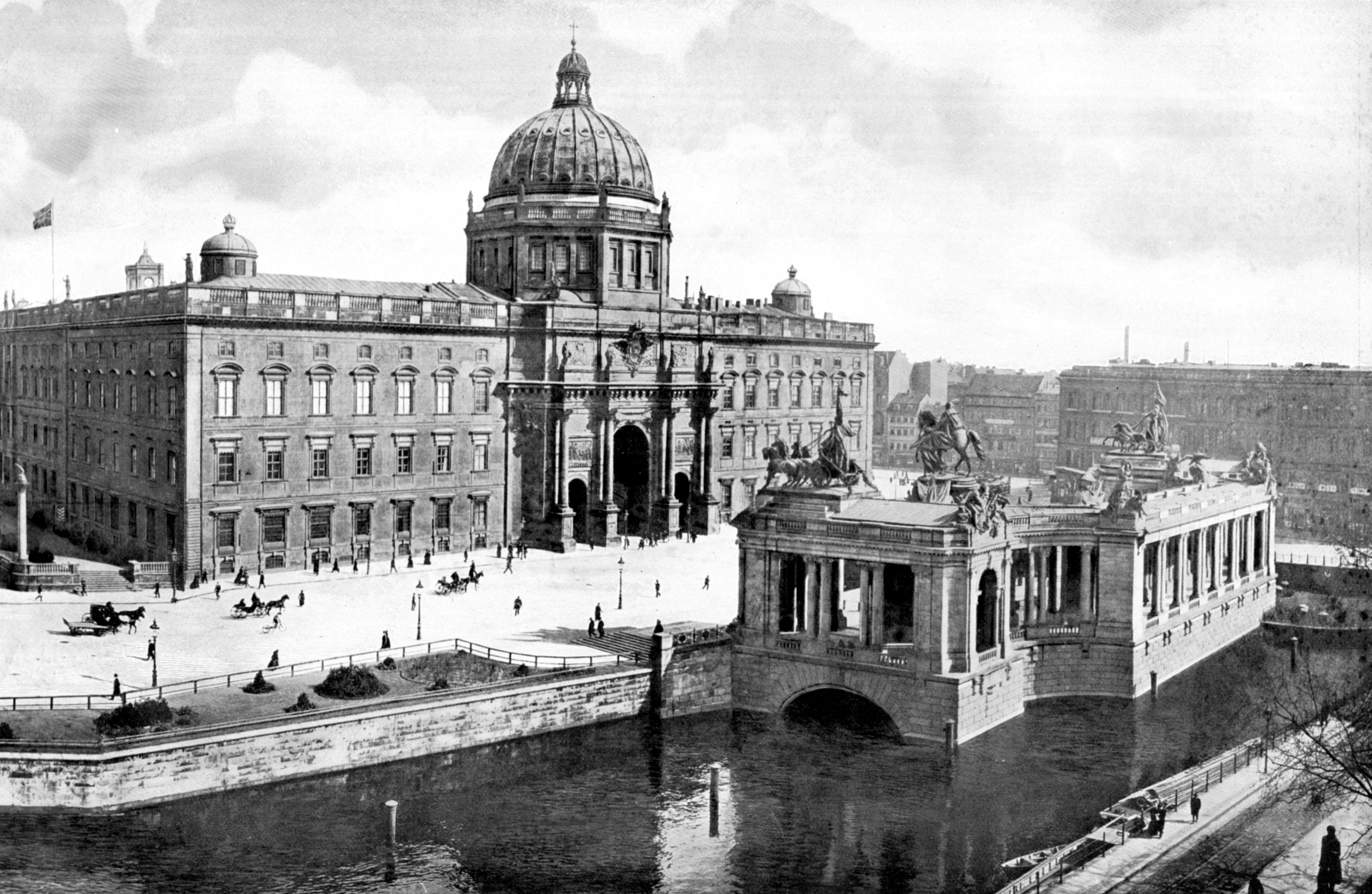
Berliner Stadtschloss och Kaiser-Wilhelm-Nationaldenkmal 1900

Kaiser-Wilhelm-Nationaldenkmal var en ryttarstaty över den tyske kejsaren Vilhelm I, som stod på Schlossfreiheit mittemot Eosanderportalen på västra sidan av Berliner Stadtschloss i Berlin mellan 1897 och 1950. 
Monumentet skapades av Reinhold Begas.

## Historik
Efter Vilhelm I:s död 1888 utlystes året därpå en öppen tävling om ett nationalmonument till hans minne. Denna första tävling vanns av arkitekten Bruno Schmitz, men ledde inte till genomförande. En andra tävling utlystes 1891 för ett antal inbjudna konstnärer. Den vanns av Reinhold Begas och Gustav Halmhuber.
Byggnadsarbeten inleddes i juni 1884 med att riva de hus som låg utmed gatan mellan Spreekanalen och Eosanderportalen till stadsslottet. Monumentet invigdes vid firandet av hundraårsdagen efter Vilhelms I:s födelse den 22 mars 1897. 
Under Novemberrevolutionen 1918 blev monumentet delvis förstört, men reparerades. Under andra världskriget fick det inga väsentliga skador. Det togs under vintern 1949/1950 bort från sin sockel av den östtyska regeringen med en politisk motivering. Sockeln finns kvar på den sydvästliga kanten av Schlossplatz. En bronsmodell av hela monumentet finns idag i Staatliche Kunsthalles samlingar i Karlsruhe.
Av skulpturgruppen återstår idag två lejongrupper på två figurer vardera, vilka placerats i Tierpark Berlin. Det finns också en örnfigur av August Gaul, vilken tillhör Märkisches Museum i Berlin och som sedan 2013 är uppställd på museets innergård.

## Bildgalleri

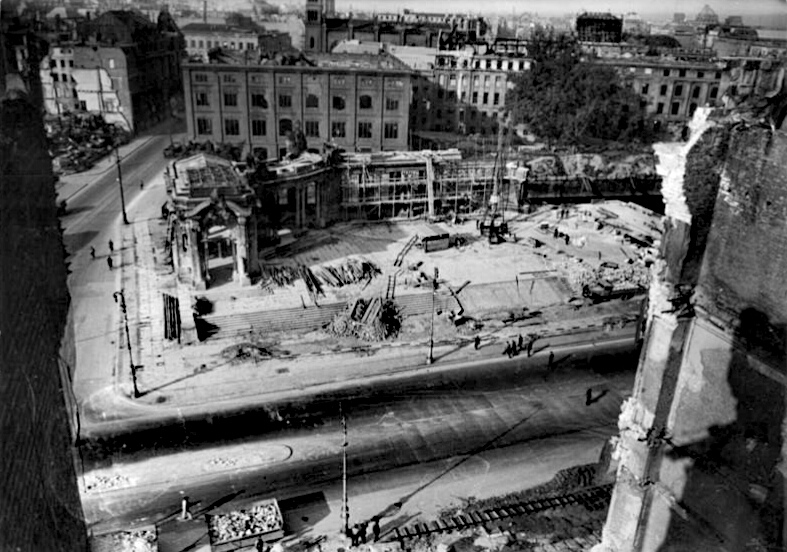
Rivningen av Nationaldenkmal 1950
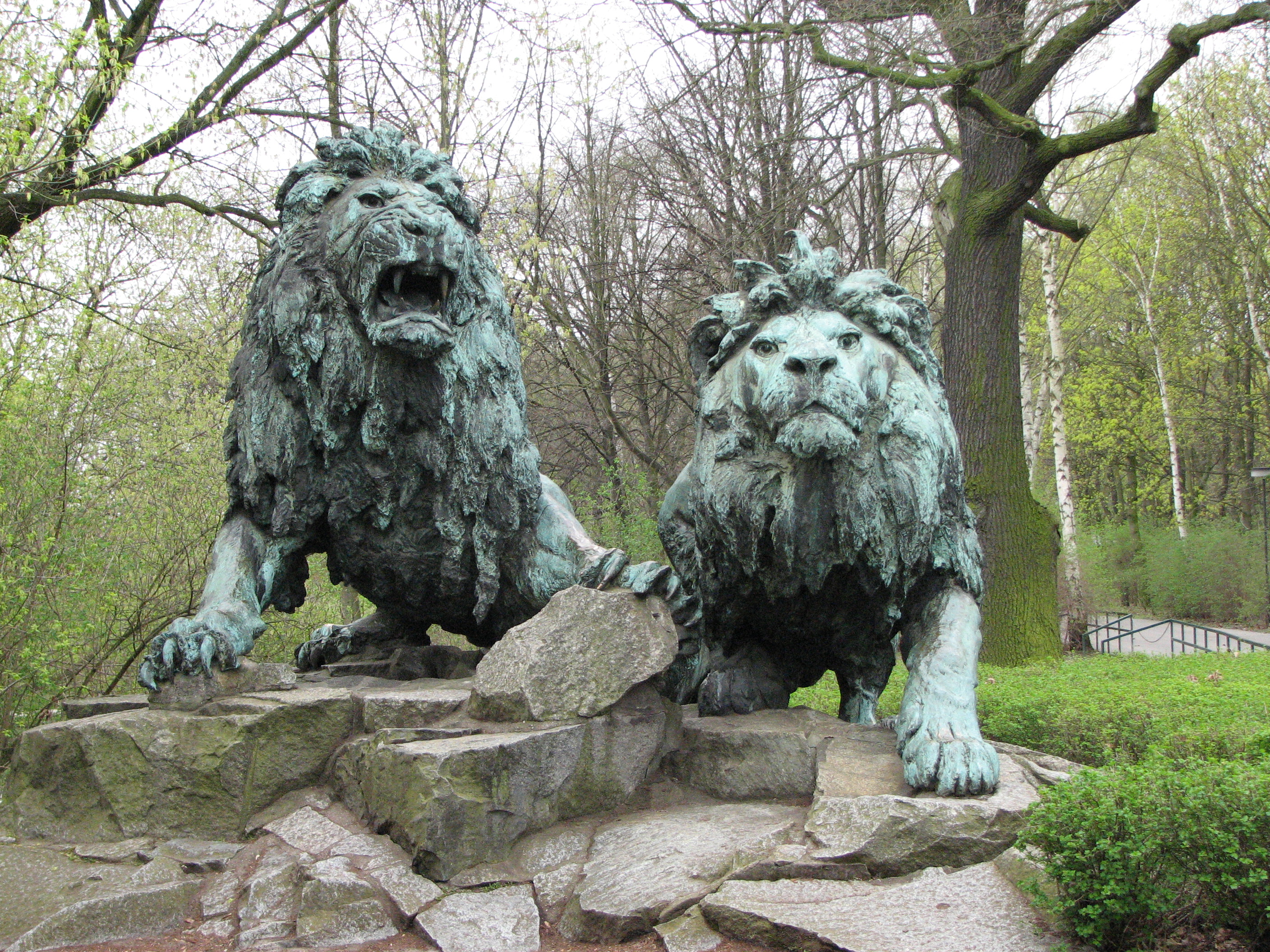
Bronslejon framför Alfred-Brehm-Haus i Tierpark Berlin
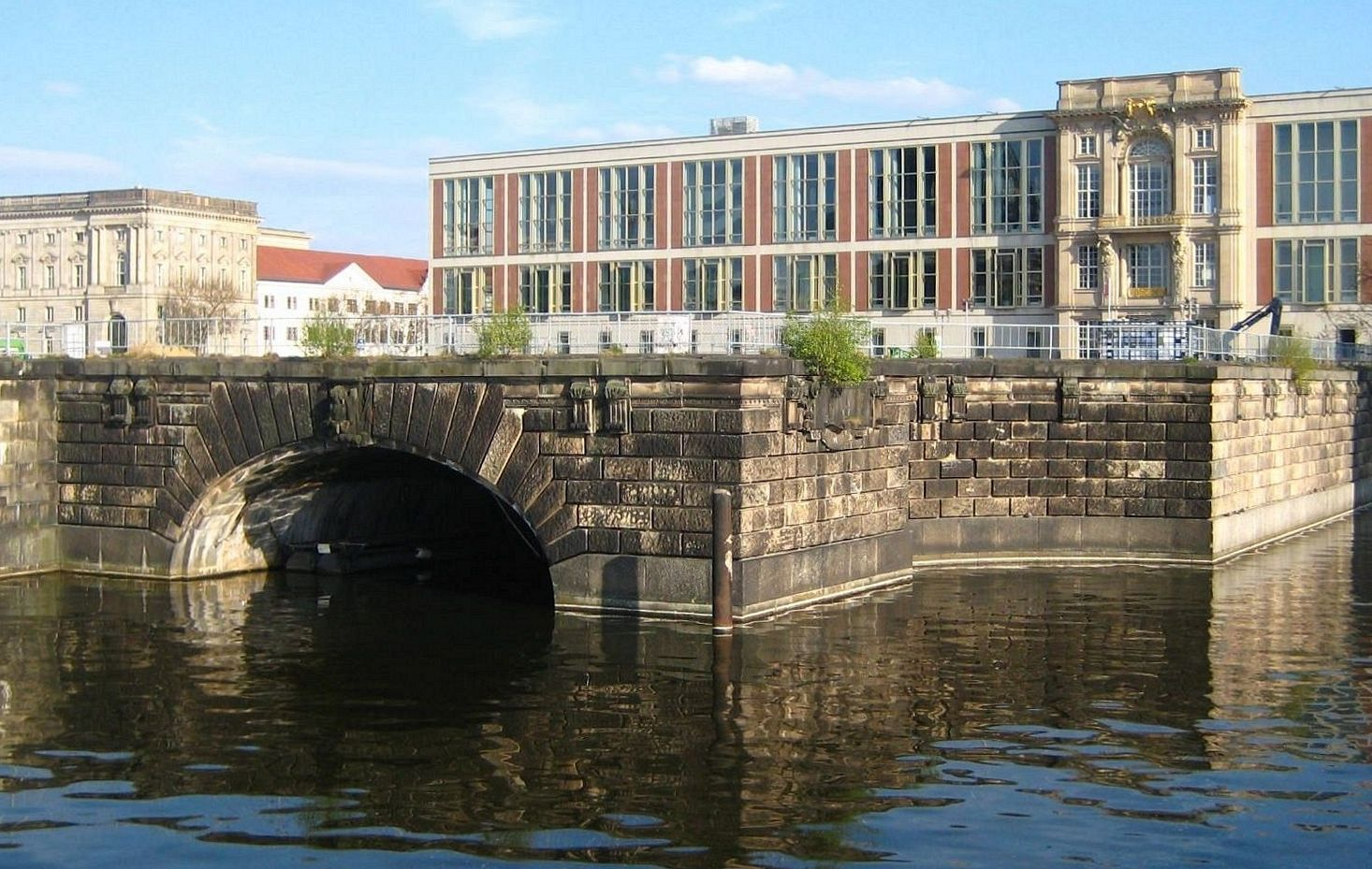
Sockel till Nationaldenkmal vid Spreekanal
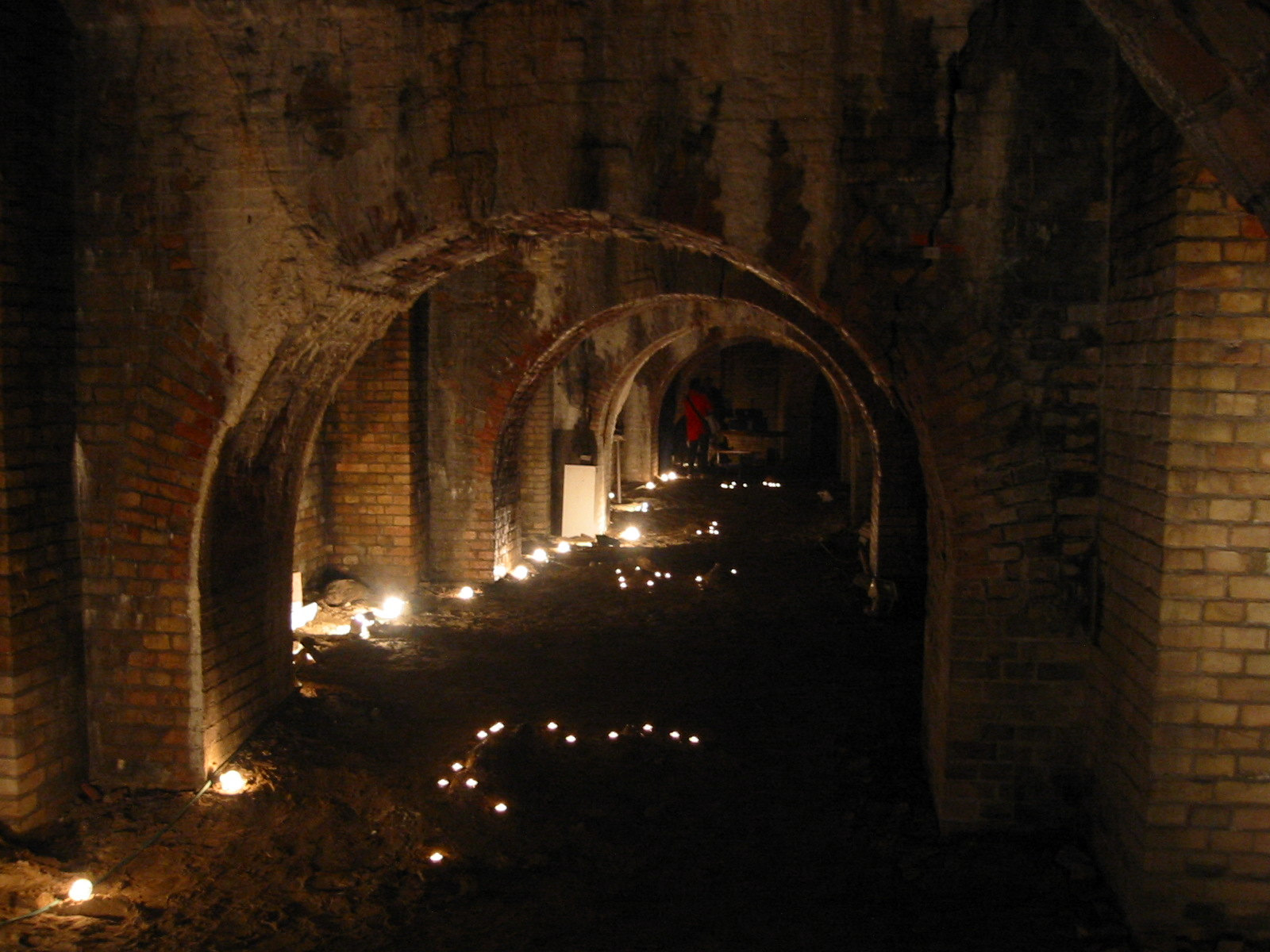
Valv under Nationaldenkmal